# Pyrinia apertaria
Pyrinia apertaria là một loài bướm đêm trong họ Geometridae.